# Giovanni Tubino
Giovanni Battista Tubino  (Genova, Olasz Királyság, 1900. augusztus 22. – Genova, Olaszország, 1989. december 27.) olimpiai bajnok olasz tornász.
Az első világháború után részt vett az 1920. évi nyári olimpiai játékokon Antwerpenban, mint tornász. Európai rendszerű csapat versenyben aranyérmes lett..
Klubcsapata a genovai Ginnastica Sampierdarenese volt. Az 1926-ban befejezett aktív tornászpálya után versenybíróként dolgozott.